# Galium baillonii
Galium baillonii là một loài thực vật có hoa trong họ Thiến thảo. Loài này được Brandza mô tả khoa học đầu tiên năm 1881.